# Макеєнко Володимир Володимирович
Маке́єнко Володи́мир Володи́мирович (нар. 17 липня 1965, Клинці, Брянська область, РСФСР) — український політик російського походження. Голова КМДА (з 25 січня 2014 року по 7 березня 2014 року). Народний депутат України, заступник голови фракції Партії регіонів (з грудня 2007 по лютий 2014 року), член Політради Партії регіонів (квітень 2003 — 20 лютого 2014 року), 1-й заступник голови Комітету з питань бюджету (грудень 2007 — грудень 2012 року), голова Комітету з питань регламенту, депутатської етики та забезпечення діяльності Верховної Ради (з 25 грудня 2012 року). Член політради партії та лідер Київської міської організації партії «Наш край».
У минулому власник телеканалу «Прямий» (2017—2021).

## Життєпис
Народився 17 липня 1965 року у місті Клинці, Брянська область, РРФСР; батько Володимир Федорович (1933—1978); мати Ірина Порфирівна (1937) — пенсіонерка; дружина Світлана Вікторівна (1970) — помічник-консультант народного депутата України; син Володимир (1992), син Павло (1998), дочка Марія (2005).

### Освіта
Ленінградська академія цивільної авіації (1983—1987), інженер з управління рухом, «Експлуатація повітряного транспорту»; Інститут міжнародних відносин при Київському університеті імені Шевченка (1992—1993), «Дипломатична та консульська служба».

### Кар'єра
У 1988—1990 — диспетчер служби управління повітряним рухом, Український центр автоматизованого управління повітряним рухом «Стріла», Бориспіль.
Народний депутат України 1-го скликання з березня 1990 (2-й тур) до квітня 1994 року, Бориспільський виборчий округ № 209 Київської області. Член Комісії у справах молоді. Група «239». На час виборів: Український центр автоматичного управління повітряним рухом «Стріла», диспетчер, член КПРС. 1-й тур: з'яв. 85,6 %, за 19,8 %. 2-й тур: з'яв. 73,4 %, за 66,2 %. 12 суперників, (основний — В. В. Стрілько, нар. 1951, член КПРС, директор Гнідинської неповної середньої школи, 1-й тур — 19,4 %, 2-й тур — 26,9 %).
У 1993—1994 — експерт, головний інспектор протокольного відділу Міністерства зовнішньоекономічних зв'язків України. 1994—1995 роки — заступник керівника торговельно-економічної місії Посольства України в Російській Федерації. 1995—1996 роки — фінансовий директор молодіжної громадської організації «Молодь XXI століття». Листопад 1994 — квітень 1995 року — позаштатний радник Прем'єр-міністра України Віталія Масола. 1996—1998 роки — голова правління АБ «Укргазпромбанк».
Член КПРС (1986—1991); був член Політради СПУ (з травня 2000 року), член Партії «Солідарність». Заступник керівника центрального штабу «Виборчого блоку Віктора Ющенка „Наша Україна“» (листопад 2001—2002 рік).
З березня 1998 по квітень 2002 року — Народний депутат України 3-го скликання від блоку СПУ-СелПУ (Мороза — Ткаченка).
З квітня 2002 по березень 2005 року — Народний депутат України 4-го скликання, обраний за списками виборчого блоку Ющенка «Наша Україна». З 10 грудня 2002 — член депутатської фракції Партії регіонів.
Народний депутат України 5-го скликання з квітня 2006 по листопад 2007 року від Партії регіонів, № 48 в списку. Заступник голови, голова підкомітету видатків бюджету Комітету з питань бюджету (липень — вересень 2006 року), голова Комітету з питань бюджету (з вересня 2006 року), заступник голови фракції Партії регіонів (з травня 2006 року).
2005 — голова наглядової ради «Укрексімбанку»,
2006 року разом з Володимиром Демьохіним вніс заставу 50 тис. грн за відомого кардера Дмитра Голубова, який став згодом народним депутатом від БПП. Після цього Голубова звільнили, попри докази його вини.
У 2007 році балотувався до ВРУ від Партії регіонів. Народний депутат України 6-го скликання з листопада 2007 року від Партії регіонів, № 47 в списку. Уповноважений представник фракції Партії регіонів (листопад — грудень 2007 року).
У 2012 році балотувався до ВРУ від Партії регіонів. Народний депутат України 7-го скликання з грудня 2012 року від Партії регіонів, № 19 в списку. Голова Комітету з питань регламенту, депутатської етики та забезпечення діяльності Верховної Ради (з 25 грудня 2012 року).
2012 року голосував за скандальний Закон України «Про засади державної мовної політики» — неофіційно відомий як «Закон Ківалова-Колесніченка», який пізніше Конституційний Суд визнав неконституційним і таким, що втратив чинність.
25 січня 2014 року призначений головою КМДА, звільнений з цієї посади 7 березня 2014 року. Після відсторонення Олександра Попова від посади 14 грудня 2013 року до призначення Володимира Макеєнка 25 січня 2014 року обов'язки голови Київської міської державної адміністрації виконував Анатолій Голубченко.
20 лютого 2014 року заявив про вихід із Партії регіонів.
У жовтні 2015 року був кандидатом на посаду Київського міського голови від партії «Наш край» та очолював список партії у Київраду.
З квітня 2016 — радник президента Асоціації народних депутатів України.

## Розслідування

### Звинувачення у несплаті податків
7 листопада 2019 в житлі Макеєнка ДБР було проведено обшук за звинуваченнями у несплаті податків. У липні 2025 року суд заарештував активи Макеєнка на понад 1,5 млрд. За даними слідства, він роками приховано вів бізнес за кордоном, зокрема контролював офшорні компанії в Панамі, Гонконзі, на Кіпрі та Британських Віргінських островах. Податки на прибуток від роботи компаній він на сплачував.

## Нагороди
- Орден «За заслуги» III ступеня (2011)[10]